# Estación Graneros (Tucumán)
La Estación Graneros fue una estación de ferrocarril de Graneros, Tucumán, Argentina. Formó parte del ramal CC12 del Ferrocarril Belgrano, que unía La Madrid con la estación Tucumán Noroeste.

## Servicios
La estación fue inaugurada en 1889, siendo clausurada en 1993. Actualmente el edificio está abandonado, sin uso y la playa de maniobras fue destinada a un parque de diversiones. Se encontraba precedida por la estación Lamadrid y seguía por el apeadero Km. 29, del ramal CC12 del Ferrocarril Belgrano.